# România la Jocurile Olimpice de vară din 1928
România la Jocurile Olimpice de vară din 1928, Amsterdam, Țările de Jos. 21 de atleți (19 bărbați și 2 femei) au participat la 16 evenimente sportive din cadrul a două sporturi (atletism și scrimă).

## Atletism
Masculin
Probe pe drum și traseu
| Atlet             | Probă         | Preliminare | Preliminare | Semifinală   | Semifinală   | Finală       | Finală       |
| Atlet             | Probă         | Rezultat    | Loc         | Rezultat     | Loc          | Rezultat     | Loc          |
| ----------------- | ------------- | ----------- | ----------- | ------------ | ------------ | ------------ | ------------ |
| Ladislau Peter    | 100 m         | necunoscut  | 3           | nu a avansat | nu a avansat | nu a avansat | nu a avansat |
| Ladislau Peter    | 200 m         | necunoscut  | 6           | nu a avansat | nu a avansat | nu a avansat | nu a avansat |
| Lothar Albrich    | 110 m garduri | necunoscut  | 4           | nu a avansat | nu a avansat | nu a avansat | nu a avansat |
| Otto Schöpp       | 110 m garduri | necunoscut  | 5           | nu a avansat | nu a avansat | nu a avansat | nu a avansat |
| Vintilă Cristescu | Maraton       | N/A         | N/A         | N/A          | N/A          | NT           | NT           |

Probe pe teren
| Atlet           | Probă                | Calificare | Calificare | Finală       | Finală       |
| Atlet           | Probă                | Distanță   | Loc        | Distanță     | Loc          |
| --------------- | -------------------- | ---------- | ---------- | ------------ | ------------ |
| Tiberiu Rusu    | Săritură în înălțime | 1,70       | 28         | nu a avansat | nu a avansat |
| Otto Schöpp     | Săritură în înălțime | 1,70       | 28         | nu a avansat | nu a avansat |
| Ion David       | Aruncarea greutății  | 12,82      | 16         | nu a avansat | nu a avansat |
| Alexandru Fritz | Aruncarea greutății  | 12,55      | 19         | nu a avansat | nu a avansat |
| Ion David       | Aruncarea discului   | 37,49      | 28         | nu a avansat | nu a avansat |
| Otto Rottman    | Aruncarea suliței    | 50,93      | 27         | nu a avansat | nu a avansat |

Probe combinate – decatlon
| Atlet            | Probă           | 100 m | SL     | AG    | SI   | 400 m  | 110 m g | AD     | SP   | AS      | 1500 m | Total    | Loc |
| ---------------- | --------------- | ----- | ------ | ----- | ---- | ------ | ------- | ------ | ---- | ------- | ------ | -------- | --- |
| Gheorghe Csegezi | Rezultat        | 11,8  | 6,01   | 9,45  | 1,60 | 55,6   | 20,0    | 26,20  | 3,00 | 31,85   | 5:03,8 | 5081,605 | 27  |
| Gheorghe Csegezi | puncte          | 714,4 | 610,45 | 411   | 538  | 721,76 | 525     | 277,62 | 487  | 198,375 | 598,0  | 5081,605 | 27  |
| Gheorghe Csegezi | puncte ajustate | 643   | 589    | 453   | 464  | 569    | 330     | 390    | 357  | 325     | 538    | 4658     | 27  |
| Gheorghe Csegezi | Loc             | 16    | 29     | 36    | 28   | 23     | 29      | 33     | 21   | 27      | 13     | 4658     | 27  |
| Ion Haidu        | Rezultat        | 12,2  | 5,74   | 10,51 | 1,60 | 59,4   | 20,4    | 31,59  | —    | —       | —      | NT       | NT  |
| Ion Haidu        | puncte          | 619,2 | 544,30 | 517   | 538  | 578,88 | 487     | 482,44 | —    | —       | —      | NT       | NT  |
| Ion Haidu        | puncte ajustate | 567   | 531    | 516   | 464  | 429    | 300     | 496    | —    | —       | —      | NT       | NT  |
| Ion Haidu        | Loc             | 31    | 34     | 29    | 28   | 32     | 31      | 24     | —    | —       | —      | NT       | NT  |
| Virgil Ioan      | Rezultat        | 12,4  | —      | —     | —    | —      | —       | —      | —    | —       | —      | NT       | NT  |
| Virgil Ioan      | puncte          | 571,6 | —      | —     | —    | —      | —       | —      | —    | —       | —      | NT       | NT  |
| Virgil Ioan      | puncte ajustate | 531   | —      | —     | —    | —      | —       | —      | —    | —       | —      | NT       | NT  |
| Virgil Ioan      | Loc             | 34    | —      | —     | —    | —      | —       | —      | —    | —       | —      | NT       | NT  |

Feminin
Probe pe teren
| Atletă       | Probă                | Calificare | Calificare | Finală       | Finală       |
| Atletă       | Probă                | Distanță   | Loc        | Distanță     | Loc          |
| ------------ | -------------------- | ---------- | ---------- | ------------ | ------------ |
| Irina Orendi | Săritură în înălțime | 1,35       | 20         | nu a avansat | nu a avansat |
| Berta Jikeli | Aruncarea discului   | 28,19      | 18         | nu a avansat | nu a avansat |

## Scrimă
La Amsterdam 1928 a participat România pentru prima dată la o probă olimpică de scrimă. Delegația a fost formată din opt trăgători.
Floretă masculin
- Mihai Savu: eliminat în al doilea tur
- Gheorghe Caranfil: eliminat în primul tur

Floretă masculin pe echipe
- Nicolae Caranfil, Dan Gheorghiu, Gheorghe Caranfil, Mihai Savu, Ion Rudeanu: eliminați în primul tur

Spadă masculin
- Răzvan Penescu: eliminat în al doilea tur
- Dan Gheorghiu: eliminat în primul tur
- Gheorghe Caranfil: eliminat în primul tur

Spadă masculin pe echipe
- Mihai Savu, Gheorghe Caranfil, Răzvan Penescu, Dan Gheorghiu, Ion Rudeanu: eliminați în al doilea tur

Sabie masculin
- Denis Dolecsko: eliminat în al doilea tur
- Mihai Raicu: eliminat în primul tur

## Legături externe
- en  Romania at the 1928 Summer Olympics la Olympedia.org
- en  România la Jocurile Olimpice de vară din 1928 la Sports Reference
- Atleții români la Amsterdam